# Оришковский сельский совет
Оришковский сельский совет (укр. Оришківська сільська рада) — входит в состав
Гусятинского района
Тернопольской области
Украины.
Административный центр сельского совета находится в 
с. Оришковцы.

## Населённые пункты совета
- с. Оришковцы